# Lyceum Theatre (Broadway)
Das Lyceum Theatre ist ein Broadway-Theater und liegt an der 149 West 45th Street, zwischen der 6th und der 7th Avenue, in Midtown-Manhattan. Die momentane Spielstätte wurde vor über 100 Jahren eröffnet und ist damit das älteste noch erhaltene Theater in New York City, das immer noch bespielt wird.

## Geschichte
Das erste Lyceum Theatre wurde 1885 in der Fourth Avenue eröffnet. Das damalige Gebäude wurde 1902 abgerissen und das Theater zog in die, von den Architekten Herts & Tallant entworfene, neue Spielstätte am Broadway um. Am 2. November 1903 wurde sie eröffnet. Das Theater, anfangs das New Lyceum genannt, wurde von der Aktiengesellschaft Lyceum Theatre Company unter der Leitung von Daniel Frohman betrieben.
1974 wurde der gesamte Gebäude-Komplex innen und außen unter Denkmalschutz gestellt.

## Eckdaten
Das Lyceum Theatre hat Platz für 922 Zuschauer davon 398 im Parkett, 287 auf dem Rang und 210 auf dem Balkon.
Die Proszeniumsöffnung ist 10 m breit und 9,6 m hoch.
Die Bühne ist ca. 10 m tief und besitzt eine ebenfalls 10 m tiefe Vorbühne.

## Produktionen

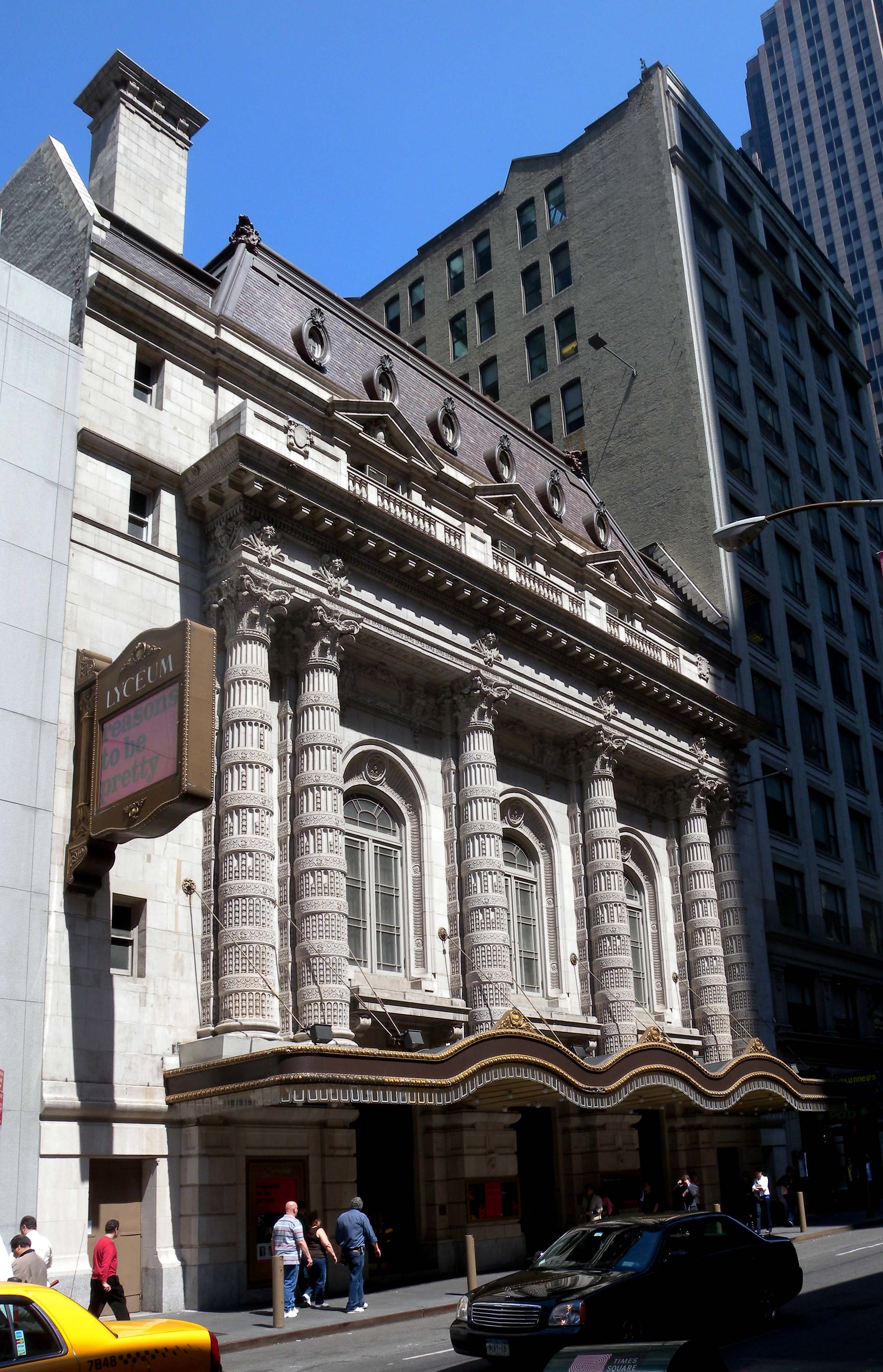
Das Lyceum Theatre im Nachmittag Sonnenlicht

Bemerkenswerte Produktionen in der neuen Spielstätte am Broadway waren in den Anfangsjahren The Proud Prince (1903), The Admirable Crichton (1903), The Other Girl (1904) mit Lionel Barrymore, A Doll’s House (1906) mit Ethel Barrymore und The Thief (1907) mit Margaret Illington. Weitere Stars der frühen Jahre des Lyceum waren Fanny Brice, Billie Burke, Humphrey Bogart, Walter Huston, Judith Anderson, Leslie Howard und Bette Davis.
Die 1946 eröffnete Komödie Born Yesterday (1946) mit Judy Holliday war mit 1.642 Vorstellungen der größte Erfolg in der Geschichte des Theaters. In der Nachkriegszeit erfolgreich waren auch The Country Girl (1950) mit Uta Hagen, A Hatful of Rain (1955) mit Shelley Winters, The Happiest Millionaire (1956) mit Walter Pidgeon, John Osbornes Look Back in Anger (1957) mit Alan Bates, Shelagh Delaneys A Taste of Honey (1960) mit Angela Lansbury und Joan Plowright, Harold Pinters The Caretaker (1961) mit Alan Bates, Robert Shaw und Donald Pleasence, You Can’t Take It With You (1965), The School for Scandal (1966) und The Cherry Orchard (1968).
Seit den 1980er Jahren wurden am Lyceum auch erfolgreiche Ein-Personen-Stücke gespielt mit Whoopi Goldberg (1984, 2004 Wiederaufnahme), Ian McKellen (A Knight Out at the Lyceum, 1994), Julia Sweeney (God Said "Ha!", 1996), Mandy Patinkin (In Concert, 1997) sowie das auf dem Leben von Charlotte von Mahlsdorf basierende I Am My Own Wife (2003) von Doug Wright, ausgezeichnet mit dem Pulitzer-Preis und dem Tony Award.
Neuere vielbeachtete Produktionen am Lyceum waren:
- Athol Fugard: Master Harold...and the Boys (1982) mit Danny Glover
- Harvey Fierstein: Safe Sex (1987)
- Our Town (1988)
- Martin McDonagh: The Lonesome West (1999)
- Rose (2000) mit Olympia Dukakis
- The Invention of Love (2001)
- Mornings at Seven (2002, zweite Wiederaufnahme)
- Inherit the Wind (2007) mit Brian Dennehy und Christopher Plummer
- Mark Twain: Is He Dead? (2007)
- Neil LaBute: Reasons to Be Pretty (2009)